# Колокольня Почаевской лавры
Колокольня Почаевской лавры — одна из архитектурных доминант ансамбля зданий Почаевской лавры: имеет высоту 65 м, третья по высоте колокольня на Украине.

## История
На месте, где находится главная колокольня, ранее стояла малая и неприметная колокольня, построенная ещё при василианах в 1771 году. Необходимость строительства новой колокольни была обусловлена тем, что попытки привести в порядок предыдущую старую колокольню путём замены крыши и кровли не дали желаемых результатов. Из-за организационных и финансовых обстоятельств понадобилось ещё несколько лет, прежде чем дело дошло до начала строительства.
25 июня 1861 года архиепископ Антоний (Павлинский) отслужил литургию в Пещерной церкви, вышел с крёстным ходом на лаврский двор и после водосвятия и других молитв заложил первый камень в основу новой лаврской колокольни. В 1862 году были сооружены фундаменты, укреплённые контрфорсами; в 1863 — возведение цокольной части; 1864 — устройство баз колонн и пилястр; 1865 — строительство первого двухэтажного яруса; 1866-1868 — строительство второго, третьего и четвёртого ярусов; 1869 — устройство крыши и кровли; 1871 — полное завершение строительства. В целом строительство колокольни продолжалось 10 лет и было завершено при архиепископе Агафангеле (Соловьёве). Колокольня была построена под наблюдением и руководством Волынского епархиального архитектора Раструханова. Архитектор спроектировал её так, чтобы она гармонизировала с главным Успенским собором.
Во время Первой мировой войны колокола несколько раз вручную поднимали и опускали с колокольни. В 1915 году, русские войска отступили из Почаева, так об этом вспоминал архиепископ Евлогий (Георгиевский): «Скоро пришло циркулярное распоряжение от военного руководства спешно собрать в пограничных областях ценную церковную утварь и всё церковное имущество из металла и направить его внутрь России. Встал вопрос: как быть с почаевскими колоколами? Главный колокол с приспособлениями весил около 900 пудов. Спустить его казалось непреодолимой трудностью. Прибывшие из штаба военные техники, осмотрели колокола, и решили разрезать их на куски с помощью электрических приборов. Монахи восстали: „не дадим! Не дадим! Сами справимся!“ И действительно, — справились.». Его постепенно опускали на канатах с колокольни, разбирая ступени и пол. Но, от большого веса загорелся один канат и колокол с высоты 10 м сорвался и упал. Однако, монахи это предусмотрели и внизу настелили много хвороста, поэтому благодаря этому он не разбился. Однако, колокол стал более овальной формы и поэтому уменьшилась громкость его звучания. При хорошей погоде раньше его было слышно в Кременце, а в наше время только в деревне в 10 километрах от Почаева. Во время войны колокол прятали в одном из вагонов в Житомире. Монахи так хотели спасти колокол от переплавки на оружие.

## Архитектура. Интерьер

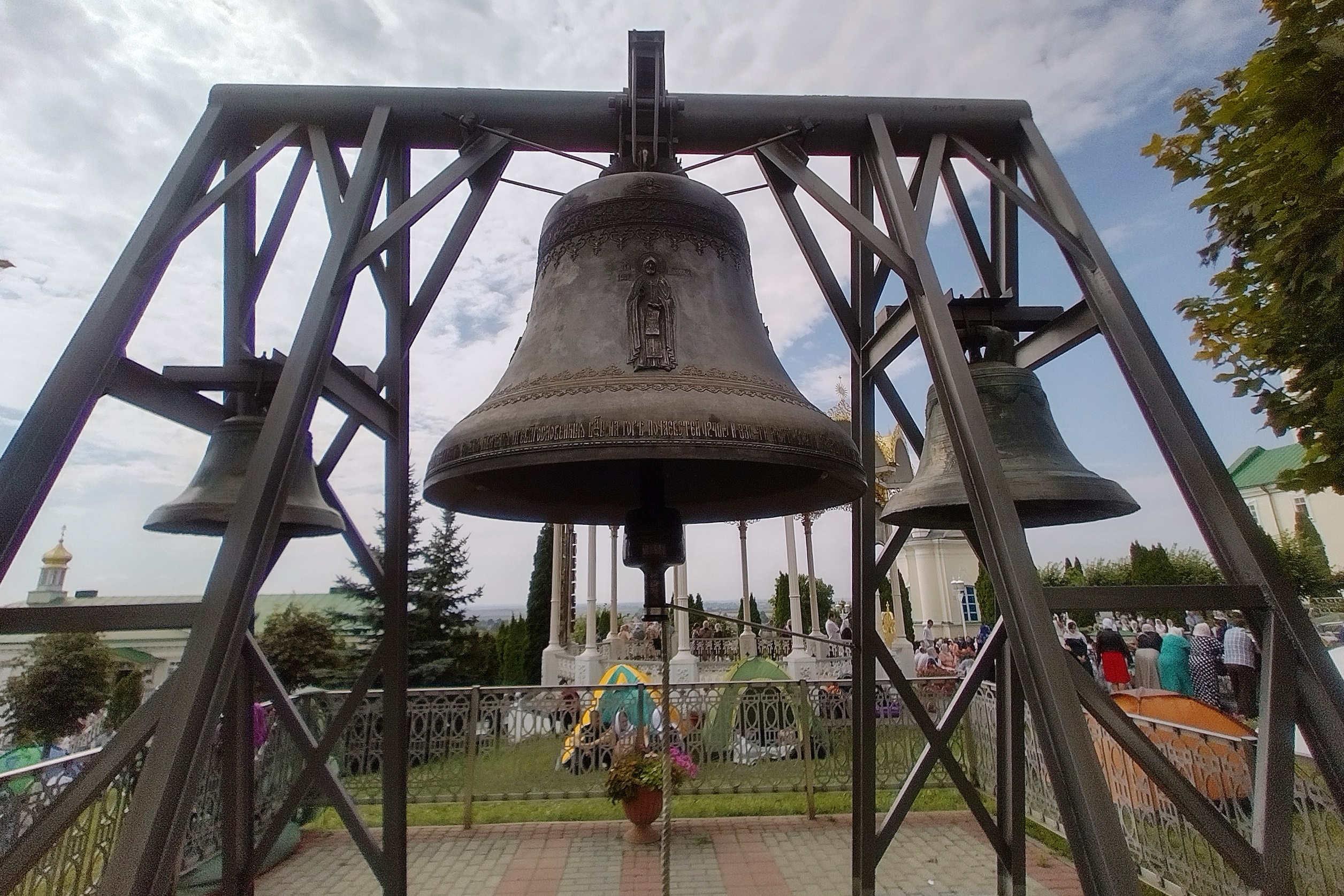
Колокола

Место постройки новой колокольни совпало с расположением старой, благодаря чему сохранилось удачное архитектурно-пространственное соотношение с основными лаврскими постройками, по которому колокольня (новообразованный высший элемент архитектурного ансамбля) не не подавляла Успенский собор высокой массой. Также важно, что свободным оставалось пространство между главной лаврской воротами и главным входом в Успенский собор. Заметным является настойчивое стремление архитектора стилистически приблизить архитектурные формы колокольни форм Успенского собора. Поэтому фасадная композиция колокольни расчленена по вертикали на четыре яруса, каждый из которых оформлен композитным ордером. Пластика ордера трансформируется в меру высотного раскрытия: от пилястрового типа (первый и второй ярусы) через тричетвертные пристенные колонны (третий ярус) до полных объёмных колонн на высшем подкупольном уровне. Лаврская колокольня своим изяществом дополнила архитектурный ансамбль Почаевской лавры. Колокольня является четырёхэтажным зданием, первый этаж которого имеет форму креста, а другие четырёхугольные.
Нижний ярус поделен на три части, верхние — четверики, краеугольные части которых акцентированы пучками полуколонн, а грани прорезанны арочными проёмами колоколов. Северный и южный фронтоны украшены массивными колоннами, над входной дверью — полукруглый резной карниз, над которым находится копия Почаевской иконы Божьей Матери, которая как будто озаряет весь лаврский двор. Северная сторона украшена иконой преподобного Иова Почаевского — покровителя святой обители. Колокольню венчает позолоченный купол.
На третьем этаже размещены 25 колоколов. Самый большой колокол весит 11 тонн 504 кг. Его отлил в 1886 году в Москве мастер Аким Воробьёв. На нём изображены четыре евангелиста и поясок с надписью: «Благовестите день от дне спасения Бога нашего», а также три Почаевские святыни: Явление Божьей Матери, Чудотворной Почаевской иконы и преподобного Иова. Также, на колокольне размещены пять средних колоколов весом от 2 до 3,5 тонн. Два из них имеют названия Троицкий и Похвальный в честь храмов, на сторону которых они выходят. Малых колоколов 18 (вес от нескольких килограммов до полутонны). Кроме этого есть маленькие колокольчики диаметром до 15 см. Они добавляют церковному перезвону особый тон звучания.

## Интересные факты
По словам старшего звонаря Почаевской лавры, монаха Иринарха, церковный звон монастырской колокольни исцеляет и хранит от болезней (даже тяжело больных). Для этого верующие даже собираются под колокольней, когда в неё звонят. Также, монах отметил и исцеление колокольным звоном бесноватых. С благословения наместника митрополита Владимира таким людям разрешают подняться на колокольню для исцеления, хотя там находиться посторонним запрещено. Доступ к колокольне позволяют всем желающим только на Пасху и на протяжении недели до Радоницы.